# Rickatshofen
Rickatshofen (mundartlich: Rikətshofə) ist ein Gemeindeteil der bayerisch-schwäbischen Großen Kreisstadt Lindau (Bodensee).

## Geografie
Das Dorf liegt circa 5,5 Kilometer nordwestlich der Lindauer Insel. Südlich der Ortschaft verläuft die Bundesstraße 31. Im Westen fließt der Nonnenbach, der hier die Ländergrenze zu Kressbronn in Baden-Württemberg bildet.

## Ortsname
Der Ortsname stammt vom mittelhochdeutschen Personennamen Ricker und bedeutet bei den Höfen des Ricker.

## Geschichte
Rickatshofen wurde erstmals urkundlich im Jahr 1382 mit Cůnradus Mayer de Rikkershouen erwähnt. 1626 wurden sechs Häuser im Ort gezählt. 1791 fand die Vereinödung Rickatshofens statt. Der Ort gehörte einst zum äußeren Gericht der Reichsstadt Lindau und später zur Gemeinde Unterreitnau, die 1976 nach Lindau eingemeindet wurde.